# Tom och Huck
Tom och Huck är en amerikansk äventyrsfilm från 1995, i regi av Peter Hewitt. I huvudrollerna som Tom Sawyer och Huckleberry Finn ses Jonathan Taylor Thomas och Brad Renfro.
Filmen bygger på Mark Twains roman Tom Sawyers äventyr från 1876.

## Rollförteckning
- Jonathan Taylor Thomas - Thomas "Tom" Sawyer
- Brad Renfro - Huckleberry "Huck" Finn
- Eric Schweig - Injun Joe
- Charles Rocket - Judge Thatcher
- Amy Wright - Aunt Polly
- Michael McShane - Muff Potter
- Marian Seldes - Widow Douglas
- Rachael Leigh Cook - Rebecca "Becky" Thatcher
- Courtland Mead - Cousin Sid
- Heath Lamberts - Mr. Dobbins
- Joey Stinson - Joseph "Joe" Harper
- Blake Heron - Benjamin "Ben" Rodgers
- Lanny Flaherty - Emmett
- William Newman - Doc Robinson
- Joshua Voight - Fence Painter